# Stare Bogusze
Stare Bogusze [ˈstarɛ bɔˈɡuʂɛ] est un village polonais de la gmina de Grodzisk dans le powiat de Siemiatycze et dans la voïvodie de Podlachie.